# Metepedanulus flaveolus
Metepedanulus flaveolus is een hooiwagen uit de familie Epedanidae.